# Lípa u brány zámeckého parku v Kunraticích
Lípa u brány zámeckého parku v Kunraticích byl památný strom, který rostl v ulici K Betáni u zadní brány zámeckého parku.
U stromu byl shledán veřejný zájem, kterým je ochrana zdraví a života osob, pohybujících se v blízkosti památného stromu. Bezpečnostní hledisko je v tomto případě považováno za naléhavý důvod. Ochrana stromu byla zrušena 7. listopadu 2024.

## Parametry stromu
- Výška (m): 24,0
- Obvod (cm): 370
- Ochranné pásmo: vyhlášené - kruh o poloměru desetinásobku průměru kmene v 1,3 m na p.č. 2506/1 a 2506/2 k.ú. Kunratice
- Datum prvního vyhlášení: 26.01.2000[3]
- Odhadované stáří: 185 let (k roku 2016)[4]

## Popis
Strom měl rovný kmen, který se rozděloval na dvě kosterní větve; třetí větev byla dříve odstraněna. Tyto větve nesou korunu kulovitého tvaru. Roku 2002 při zdravotním řezu byly odstraněny suché větve a koruna zredukována. Zkrácené živé větve obrážejí novými větvičkami, které v koruně tvoří bochánky.

## Historie
Lípa byla u brány zámeckého parku vysazena kolem roku 1830.

## Památné stromy v okolí
- Dub letní - v bažantnici poblíž rybníčku
- Dub letní - v bažantnici proti ulici Lišovická

## Turismus
Poblíž lípy vedou turistické značené trasy  3128 od kostela v Kunraticích k Dolnomlýnskému rybníku a  6122 od metra C-Roztyly přes Kunratice do Průhonic.